# Dominique Rocheteau
Dominique Rocheteau (ur. 14 stycznia 1955 w Saintes) – francuski piłkarz występujący na pozycji napastnika.
Jego pierwszym seniorskim klubem było AS Saint-Étienne, z którym zdobył trzy tytuły mistrza (1974–1976) i Puchar Francji (1977). Wystąpił w przegranym 0-1 z Bayernem Monachium finale Pucharu Krajowych Mistrzów Europy. W 1980 przeniósł się do Paris Saint-Germain, gdzie wywalczył mistrzostwo (1986) i dwa Puchary Francji (1982–1983). W 1987 został zawodnikiem Toulouse FC. W 1989 zakończył karierę.
W reprezentacji Francji w latach 1975–1986 rozegrał 49 meczów i strzelił 15 goli. Wystąpił na mistrzostwach świata 1978, 1982, 1986 oraz Euro 1984. Wywalczył III miejsce na mistrzostwach świata 1986 oraz tytuł mistrza Europy 1984. Obecnie pełni funkcję szefa Narodowej Komisji Etyki przy Francuskim Związku Piłki Nożnej.